# Readymade (chanson)
Pour les articles homonymes, voir Readymade.
Pistes de Stadium Arcadium
She Looks to Me If
Readymade est une chanson du groupe de musique rock Red Hot Chili Peppers, figurant sur le double-album Stadium Arcadium sorti en 2006. 

## Référence à l'œuvre de Marcel Duchamp
Cette chanson peut être considérée comme une allusion aux ready-made de Marcel Duchamp. En effet, le guitariste John Frusciante considère cet artiste comme une source majeure d'inspiration. Sur la pochette de son premier album solo, Niandra Lades, sorti en 1994, on peut d'ailleurs le voir travesti en Rrose Sélavy, un personnage fictif inventé en 1920 par le même Marcel Duchamp.

## Caractéristiques musicales
La chanson débute par une ligne de basse de Flea, jouant le riff principal de la chanson pendant quatre mesures. Des guitares additionnelles viennent ponctuer les quatre mesures suivantes. Puis tous les instruments rentrent ensemble. 4 nouvelles mesures passent et donnent ainsi le ton de la chanson. Le chant d'Anthony Kiedis rentre alors, utilisant une mélodie relativement monotone et répétitive, suivant parfaitement le rythme du riff principal. Les couplets utilisent le mi comme unique note, seul le refrain vient casser cette monotonie par une suite d'accord sol-la, pour revenir finalement sur le mi. 
Pour le solo de guitare, John Frusciante utilise les techniques guitaristiques de hammer-on et pull-off utilisant une forte distorsion sur le son. On peut aisément définir cette chanson comme appartenant au genre musical hard rock, notamment pour le son très saturé de la guitare ou bien le jeu agressif de la batterie, utilisant souvent les cymbales crash tout au long de la chanson. 
Le batteur Chad Smith adopte un jeu particulier, consistant à jouer « à l'envers et à l'endroit. » Habituellement, la batterie, en particulier dans la musique rock, a pour rôle d'appuyer les temps qui composent la mesure; celle-ci étant souvent binaire, on retrouve le processus traditionnel suivant: grosse caisse sur les temps 1 et 3, caisse claire sur les temps 2 et 4. Ici, Chad Smith inverse le processus une fois sur deux. On retrouve alors le schéma suivant : caisse claire sur le 1 et 3, grosse caisse sur le 2 et 4.
Cette chanson a été jouée durant le Stadium Arcadium tour, notamment lors du live filmé du 3 juillet 2007, à Chorzów en Pologne. On peut d'ailleurs y voir le guitariste Josh Klinghoffer accompagner le groupe, en tant que musicien additionnel; il remplacera John Frusciante de 2009 à 2019.